# Альберт де Намюр
Альберт де Намюр (Albert de Namur) (после 1071 - ум. 1122) — граф Яффы с 1118. Младший сын намюрского графа Альберта III и его жены Иды Саксонской.
Его присутствие в Святой Земле впервые упоминается в документах от 1112 года.
В 1118 году умер граф Яффы Гуго I де Пюизе. Иерусалимский король Балдуин II выдал его вдову Мабиллу де Руси замуж за Альберта Намюрского, и тот стал управлять графством в малолетство своего пасынка Гуго II де Пюизе.
Альберт Намюрский умер в 1122 году. Причины его столь ранней смерти не известны.